# 平井克哉
平井 克哉（ひらい かつや、1939年12月11日 - ）は、日本の動物学者・獣医師。専門は獣医微生物学。北海道帯広市出身。
元・岐阜大学大学院連合獣医学研究科長。

## 経歴
- 1963年（昭和38年） - 帯広畜産大学畜産学部獣医学科卒。
- 1965年（昭和40年） - 北海道大学大学院獣医学研究科修士課程修了。
- 1966年（昭和41年）5月 - 北海道大学大学院獣医学研究科博士課程中退。
- 1966年（昭和41年）6月 - 岐阜大学農学部助手。
- 1971年（昭和46年）12月 - 北海道大学 獣医学博士 「Studies on corynebacterium renale with special reference to nutrition and genetics(コルネバクテリウム、レナーレの栄養要求および遺伝に関する研究)」
- 1974年（昭和49年）9月 - 同大学農学部助教授。
- 1977年（昭和52年）6月 - 同月より1年間、アメリカ合衆国コーネル大学獣医学部に留学。
- 1986年（昭和61年）4月 - 岐阜大学農学部教授。
- 1990年（平成2年） - 岐阜大学大学院連合獣医学研究科教授（~2003年（平成15年））。
- 1999年（平成11年） - 岐阜大学大学院連合獣医学研究科科長（~2003年（平成15年））に就任。
- 2003年（平成15年） - 岐阜大学停年退官、同名誉教授。
- 2004年（平成16年）4月 - 天使大学看護栄養学部教授（~2011年（平成23年3月））。
- 2008年（平成20年）4月 - 天使大学大学院看護栄養学研究科長（~2010年（平成22年））に就任。

## 受賞歴
- 後藤学術奨励賞（1970年）
- 日本獣医学会賞（1980年）
- 獣医学術奨励賞（功労賞）（1989年）
- 日本農学賞（2001年）
- 読売農学賞（2001年）
- 紫綬褒章（2002年）
- 瑞宝中綬章（2014年）[2]